# Eleições estaduais em Rondônia em 2014
As eleições estaduais em Rondônia, em 2014, foram realizadas em 05 de outubro (1º turno) e 26 de outubro (2º turno), como parte das eleições gerais no Brasil. Os eleitores aptos a votar elegerão o Presidente da República, Governador do Estado e um Senador da República, além de 8 Deputados Federais e 24 Deputados Estaduais. Se nenhum dos candidatos a governador obtiver mais da metade dos votos válidos, um segundo turno será realizado. Os principais candidatos a governador são Expedito Júnior (PSDB), Confúcio Moura (PMDB), Jaqueline Cassol (PR) e Máriton Benedito de Holanda (Padre Ton) (PT). Para o Senado os principais candidatos são Rubens Moreira Mendes Filho (Moreira Mendes) (PSD), Acir Gurgacz (PDT) e Ivone Cassol (PP).

## Regras

### Governador e Vice-governador
No geral, as regras para as eleições presidenciais também se aplicam às estaduais. Isto é, as eleições possuem dois turnos e se nenhum dos candidatos alcança maioria absoluta dos votos válidos, um segundo turno entre os dois mais votados acontece. Todos os candidatos com cargos executivos devem renunciar até 5 de abril, para poderem disputar.

### Senador
Conforme rodízio previsto para as eleições ao Senado, em 2014,  será disputada apenas uma vaga por estado com mandato de 8 anos. O candidato mais votado é eleito, não havendo segundo turno para as eleições legislativas.

## Candidatos a governador[1]
Confúcio Moura (PMDB):  O PMDB confirmou a candidatura de Confúcio Moura ao governo de Rondônia. O político já é governador do estado desde 2011 e concorrerá à reeleição, no pleito de outubro deste ano. O candidato a vice-governador será Daniel Pereira, do PSB. Os nomes foram definidos durante convenção partidária, em Porto Velho.
A legenda anunciou também a coligação com o PDT, PSB, PTB, PCdoB, PRTB, PSL, PRP e PTN.
Expedito Júnior (PSDB):  O PSDB de Rondônia anunciou em sua convenção partidária o candidato ao governo, Expedito Júnior, presidente do partido em Rondônia. O vice de Expedito é o deputado estadual Neodi Carlos, indicado pelo PSDC, um dos 11 partidos que formam coligação com o partido.
O partido anunciou ainda a coligação com os seguintes partidos: PSDC, PSD, PEN, PHS, PSC, PMN, PTdoB, PRB e DEM.
Jaqueline Cassol (PR):  O PR lançou a candidatura de Jaqueline Cassol ao governo de Rondônia. Em convenção partidária, a legenda escolheu o nome, por 78 votos a 23. No evento, foi confirmada também a coligação com o PP, PPS, PROS, PTC, SD e com o PV. O deputado federal Carlos Magno, do PP, concorreu a vice-governador pela coligação.
Padre Ton (PT):  O deputado federal Padre Ton é o candidato ao governo de Rondônia pelo Partido dos Trabalhadores (PT). A candidatura ao governo foi confirmada pelo próprio deputado. O candidato a vice foi Maria de Fátima Rosilho.
Pimenta de Rondônia (PSOL):  No PSOL, a corrida para o governo do estado foi definida por unanimidade. Pimenta de Rondônia disputará a vaga de governador e terá como candidata a vice a professora Antônia Araújo, de Jacy-Paraná. O concorrente do partido à chefia do Executivo já disputou outras eleições. Nascido no Paraná, Pimenta está em Rondônia desde 1970 e, atualmente, é dirigente e presidente regional do PSOL. O escolhido do PSOL é pastor, professor e psicólogo e já disputou três eleições: uma para deputado, uma para prefeito e outra para senador, em 2010, quando obteve cerca de 44 mil votos.

## Eleição para Governador

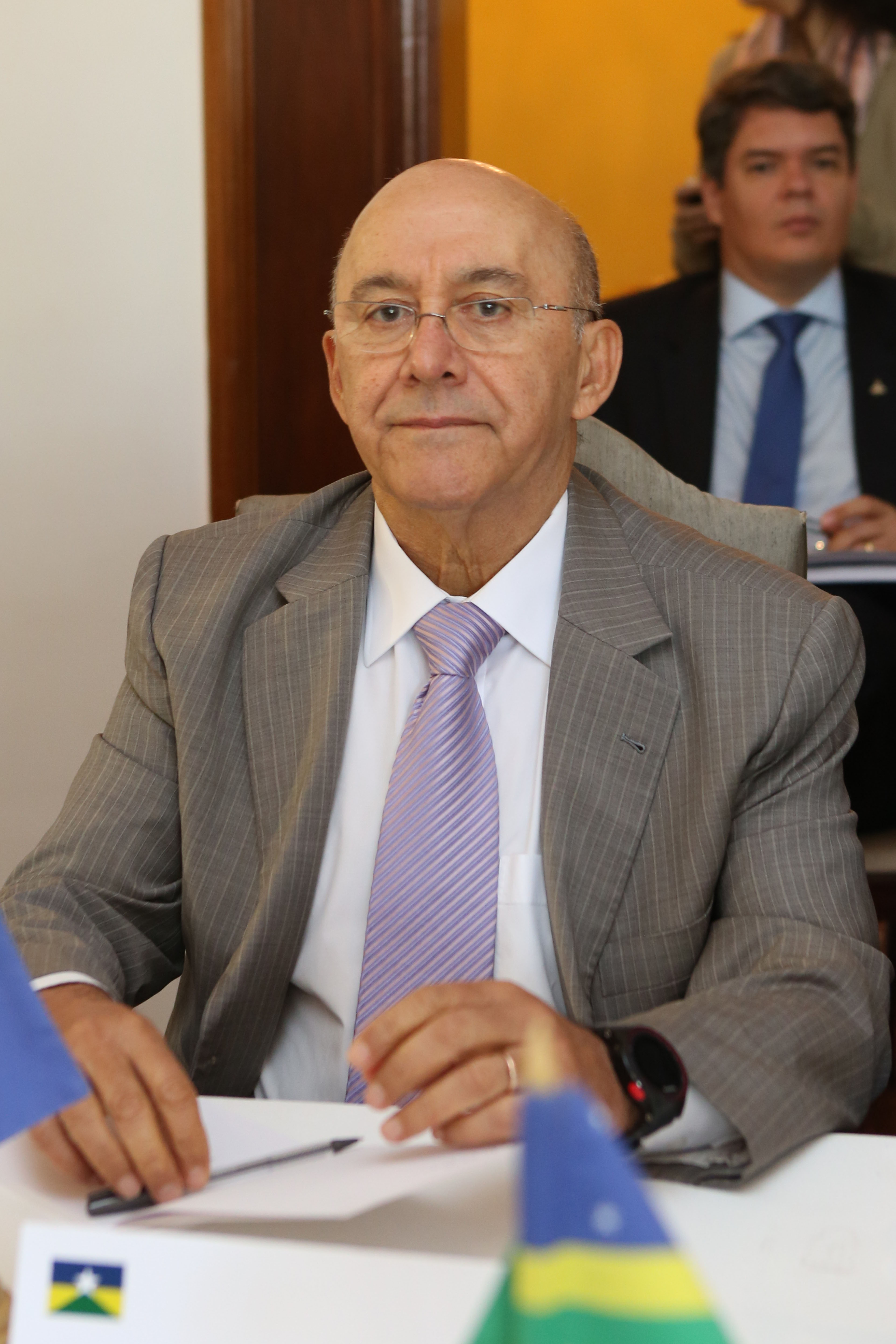
Governador reeleito Confúcio Moura

Na eleição para governador do estado, o então governador Confúcio Moura foi candidato a reeleição pelo PMDB, e teria como principais adversários Expedito Júnior (PSDB), que um de seus adversários na eleição de 2010, e Jaqueline Cassol (PR), irmã do ex-governador e então senador Ivo Cassol.
No primeiro turno, vitória de Confúcio Moura por uma pequena vantagem. Confúcio recebeu 35,86% dos votos válidos (288.228 votos), contra 35,42% dos votos válidos (284.663) de Expedito Júnior. No segundo turno, Padre Ton, candidato do PT, e Aluízio Vidal, candidato ao senado pelo PSOL, apoiaram o governador Confúcio Moura. Jaqueline Cassol se manteve neutra, mas deixou seu partido escolher. A decisão do partido de Jaqueline Cassol foi apoiar a candidatura de Expedito Júnior.

No segundo turno, Confúcio Moura se reelegeu governador do Estado de Rondônia, contabilizando 419.928 votos válidos (53,43%), contra 366.072 votos (46,57%) de Expedito Júnior.
| Candidato a governador                                    | Candidato a vice-governador | Número Eleitoral | Coligação                                                                  | Número de Votos (1° TURNO) | Número de Votos (2° TURNO) |
| --------------------------------------------------------- | --------------------------- | ---------------- | -------------------------------------------------------------------------- | -------------------------- | -------------------------- |
| Expedito Júnior PSDB                                      | Neodi Carlos PSDC           | 45               | Frente Muda Rondônia PSDB, PSDC, PSD, PEN, PHS, PSC, PMN, PTdoB, PRB e DEM | 284.663 (35,42 %)          | 366.072 (46,57 %)          |
| Confúcio Moura PMDB                                       | Daniel Pereira PSB          | 15               | Rondônia no caminho certo PMDB, PSB, PDT, PTB, PCdoB, PRTB, PSL, PRP e PTN | 288.228 (35,86 %)          | 419.928 (53,43 %)          |
| Jaqueline Cassol PR                                       | Carlos Magno PP             | 22               | O Respeito está de volta PR, PP, PPS,SD, PV, PTC e PROS                    | 121.406 (15,11 %)          |                            |
| Máriton Benedito de Holanda (Padre Ton) PT                | Maria de Fátima Rosilho PT  | 13               | PT                                                                         | 101.612 (12,64 %)          |                            |
| Nascimento Antônio de Oliveira (Pimenta de Rondônia) PSOL | Régia Ribeiro PSOL          | 50               | Frente de Esquerda PSOL/PSTU PSOL e PSTU                                   | 7.757 (0,97 %)             |                            |

## Candidatos a senador
Moreira Mendes (PSD):  O ex-senador e atualmente deputado federal Moreira Mendes tentou o seu retorno ao Senado Federal. Faz parte da chapa de Expedito Júnior (PSDB).
Acir Gurgacz (PDT) : O atual senador Acir Gurgacz foi candidato a reeleição na chapa de Confúcio Moura (PMDB).
Ivone Cassol (PP): A empresária e ex-primeira dama Ivone Cassol (Esposa do ex-governador e então senador Ivo Cassol) foi candidata ao senado na chapa de Jaqueline Cassol (PR).
Pastor Aluízio Vidal (PSOL): Novamente candidato ao senado, o Pastor Aluízio Vidal compõe a chapa de Pimenta de Rondônia (PSOL).
| Candidato a Senador       | 1º Suplente               | 2º Suplente                 | Nº  | Coligação                                                                  | Número de Votos   |
| ------------------------- | ------------------------- | --------------------------- | --- | -------------------------------------------------------------------------- | ----------------- |
| Acir Gurgacz PDT          | Gilberto Piselo (PDT)     | Pastor Valadares Neto (PDT) | 123 | Rondônia no caminho certo PMDB, PSB, PDT, PTB, PCdoB, PRTB, PSL, PRP e PTN | 312.614 (41,98 %) |
| Moreira Mendes PSD        | Lindomar Carreiro (PSDB)  | Júnior Dall Agnol (PSD)     | 555 | Frente Muda Rondônia PSDB, PSDC, PSD, PEN, PHS, PSC, PMN, PTdoB, PRB e DEM | 193.184 (25,94 %) |
| Ivone Cassol PP           | Jânio Alencar Torres (PP) | Ilário Bodanese (PP)        | 111 | O Respeito está de volta PR, PP, PPS, SD, PROS, PV e PTC                   | 160.964 (21,62 %) |
| Pastor Aluízio Vidal PSOL | Luiz Augusto Porto (PSTU) | Ramiro Luís (PSOL)          | 500 | Frente de Esquerda PSOL/PSTU PSOL e PSTU                                   | 77.865 (10,46 %)  |

## Deputados federais eleitos
São relacionados os candidatos eleitos com informações complementares da Câmara dos Deputados.

Representação eleita
  PMDB: 3
  PDT: 1
  PSDB: 1
  PTB: 1
  PR: 1
  SD: 1

| Número | Deputados federais eleitos | Partido | Votação | Percentual | Cidade onde nasceu | Unidade federativa |
| 1515   | Marinha Raupp              | PMDB    | 61.419  | 7,69%      | Maracaí            | São Paulo          |
| 1234   | Marcos Rogério             | PDT     | 60.780  | 7,61%      | Ji-Paraná          | Rondônia           |
| 4545   | Mariana Carvalho           | PSDB    | 60.324  | 7,55%      | São Paulo          | São Paulo          |
| 1406   | Nilton Capixaba            | PTB     | 42.353  | 5,30%      | Cuparaque          | Minas Gerais       |
| 1555   | Lucio Mosquini             | PMDB    | 40.595  | 5,08%      | Rondonópolis       | Mato Grosso        |
| 2222   | Luiz Cláudio               | PR      | 33.737  | 4,23%      | Bom Conselho       | Pernambuco         |
| 7745   | Expedito Neto              | SD      | 25.691  | 3,22%      | Porto Velho        | Rondônia           |
| 1521   | Lindomar Garçon            | PMDB    | 24.146  | 3,02%      | Rondonópolis       | Mato Grosso        |

## Deputados estaduais eleitos
Representação eleita
  PP: 3
  PMDB: 3
  PSDC: 2
  PDT: 2
  PT: 2
  PTdoB: 2
  DEM: 1
  PTN: 1
  PRP: 1
  PSDB: 1
  PV: 1
  PEN: 1
  PTB: 1
  PSD: 1
  SD: 1
  PSB: 1

Fonteː
| Número | Deputados estaduais eleitos | Partido | Votação | Percentual | Cidade onde nasceu     | Unidade federativa |
| 25500  | Adelino Follador            | DEM     | 19.151  | 2,33%      | Barão de Cotegipe      | Rio Grande do Sul  |
| 27456  | Glaucione Rodrigues         | PSDC    | 18.121  | 2,21%      | Baixo Guandu           | Espírito Santo     |
| 19429  | Lebrão Clemente             | PTN     | 16.373  | 2,00%      | Guará                  | São Paulo          |
| 11234  | Maurão de Carvalho          | PP      | 16.249  | 1,98%      | Tuneiras do Oeste      | Paraná             |
| 44000  | Marcelino Tenório           | PRP     | 14.259  | 1,74%      | Bom Conselho           | Pernambuco         |
| 45140  | Jean Oliveira               | PSDB    | 13.672  | 1,67%      | Alta Floresta d'Oeste  | Rondônia           |
| 11000  | Lúcia Tereza                | PP      | 11.652  | 1,42%      | Anhumas                | São Paulo          |
| 43123  | Luizinho Goebel             | PV      | 11.375  | 1,39%      | Cascavel               | Paraná             |
| 51234  | Laerte Gomes                | PEN     | 11.360  | 1,38%      | Jacinto Machado        | Santa Catarina     |
| 15321  | Rosângela Donadon           | PMDB    | 11.108  | 1,35%      | Barra de São Francisco | Espírito Santo     |
| 12345  | Saulo Moreira               | PDT     | 11.097  | 1,35%      | Mutum                  | Minas Gerais       |
| 15555  | Só Na Bença                 | PMDB    | 11.019  | 1,34%      | Jaciara                | Mato Grosso        |
| 15800  | Edson Martins               | PMDB    | 10.327  | 1,26%      | Nova Venécia           | Espírito Santo     |
| 14122  | Léo Moraes                  | PTB     | 10.275  | 1,25%      | Foz do Iguaçu          | Paraná             |
| 55055  | Hermínio Coelho             | PSD     | 9.540   | 1,16%      | Petrolina              | Pernambuco         |
| 11111  | Aélcio da TV                | PP      | 9.330   | 1,14%      | Estrela do Norte       | São Paulo          |
| 77100  | Alex Redano                 | SD      | 9.272   | 1,13%      | Medianeira             | Paraná             |
| 12123  | Airton Gurgacz              | PDT     | 9.176   | 1,12%      | Cruz Machado           | Paraná             |
| 13122  | Lazinho da Fetagro          | PT      | 9.036   | 1,10%      | Mandaguaçu             | Paraná             |
| 13600  | Ribamar Araújo              | PT      | 8.686   | 1,06%      | Catolé do Rocha        | Paraíba            |
| 70111  | Neidson Barros              | PTdoB   | 8.301   | 1,01%      | Guajará-Mirim          | Rondônia           |
| 40111  | Cleiton Roque               | PSB     | 7.717   | 0,94%      | Cacoal                 | Rondônia           |
| 27777  | Ezequiel Júnior             | PSDC    | 7.640   | 0,93%      | Ariquemes              | Rondônia           |
| 70190  | Jesuíno Boabaid             | PTdoB   | 6.890   | 0,84%      | Porto Velho            | Rondônia           |